# NuBus
NuBus (произносится как "нюбас") — это 32-битная компьютерная шина, первоначально разработанная в Массачусетском технологическом институте и стандартизированная в 1987 в качестве части проекта NuMachine workstation. Первая полная реализация NuBus была осуществлена Western Digital в рамках вышеупомянутого проекта и в рамках LMI Lambda компании Lisp Machines Inc. Впоследствии NuBus использовалась в Лисп-машине Texas Instruments Explorer.
Наибольшую известность она получила в качестве шины в компьютерах компании Apple, применяемой в серии Macintosh, и в качестве шины в компьютерах компании NeXT.
По состоянию на конец 2023 года NuBus не используется за пределами рынка встраиваемых систем.

## Архитектура

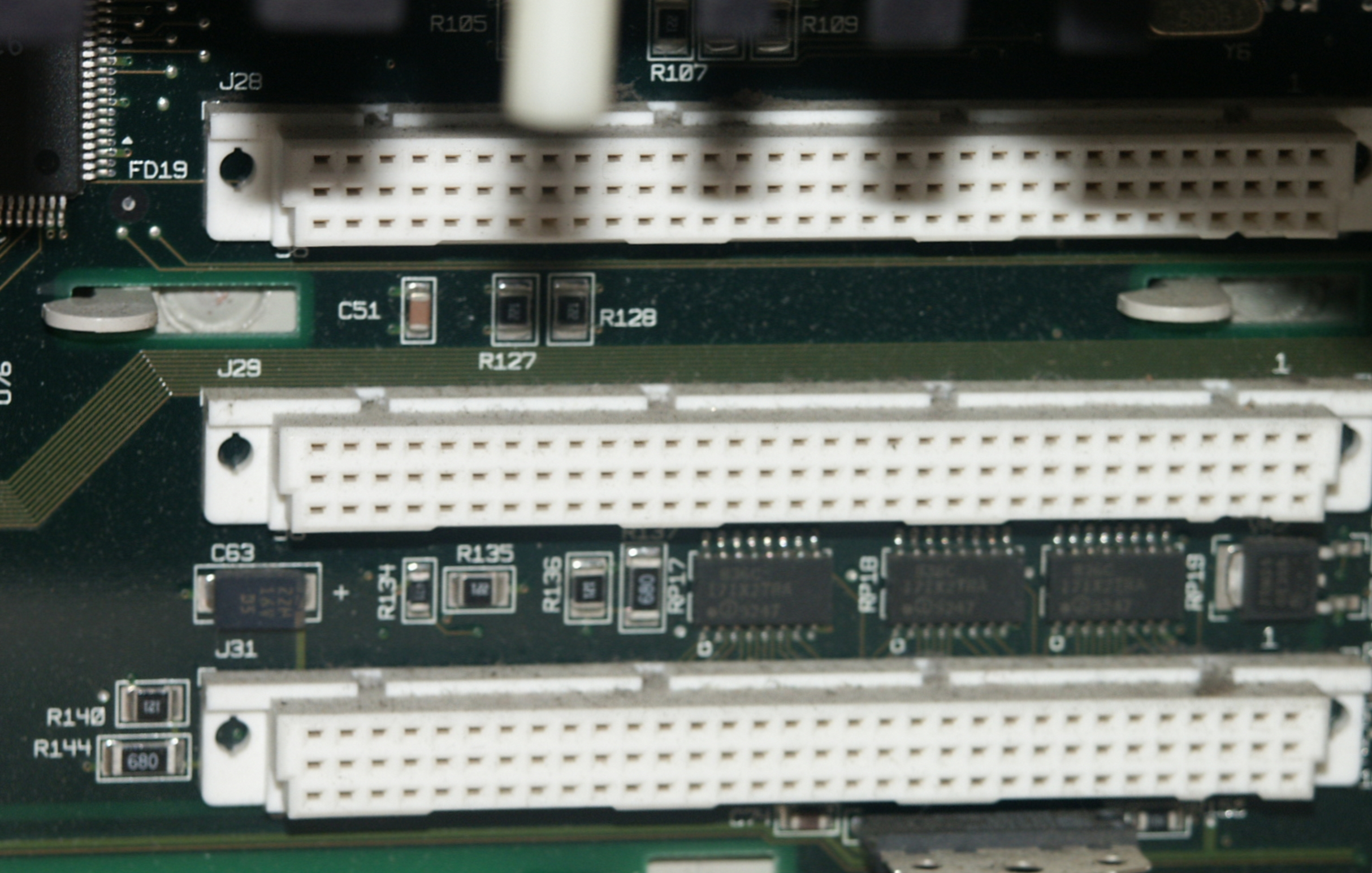
Разъемы NuBus 90 в компьютере Macintosh Quadra 950

Ранние шины микрокомпьютеров, такие как S-100, часто являлись просто соединителями с ножками микропроцессора и линиями питания. Это подразумевало, что любое изменение в архитектуре компьютера влекло за собой и изменение его шины. Разработка NuBus велась с учётом необходимости преодоления этой проблемы. Она разработана таким способом, чтобы быть независимой от процессора, от архитектуры как таковой и любых особенностей реализации ввода-вывода.
Одной из наиболее важных особенностей, благодаря которой NuBus позиционировалась разработчиками как «шина, готовая к будущему» (с англ. «future-proof») была 32-битная архитектура, предложенная в тот период, когда 8- и 16-битные шины имели широкое распространение, а 64-битность для компьютерных систем считалась чем-то избыточным и ненужным.
Как писалось выше, NuBus была спроектирована нейтральной по отношению к процессору. Многие шины были ориентированы на конкретные варианты представления данных, используемые конкретными платформами. Спецификация интерфейса NuBus включала в себя одновременную поддержку нескольких представлений чисел: как big endian, так и little endian. Предполагалось, что любая карта NuBus при наличии соответствующего драйвера сможет работать в любой системе, вне зависимости от установленного в ней процессора.
В этой шине, у одной из первых в индустрии, была реализована технология Plug and Play. Карты могли быть сконфигурированы системой в процессе загрузки компьютера и этот процесс, в отличие, например, от шины ISA, не требовал от пользователя каких-либо усилий по конфигурации памяти, прерываний, портов ввода-вывода и иных ресурсов, которые могли использовать карты.
Негативной стороной подобной гибкости NuBus, делавшей её использование намного более простым для пользователей и авторов драйверов устройств, была повышенная внутренняя сложность, которая создавала больше проблем для разработчиков карт расширения, работавших с этой шиной.
В отличие от большинства более простых шин, которые просто обеспечивали интеграцию ввода-вывода с оперативной памятью и процессором, при работе шины NuBus каждой карте расширения и каждой материнской плате приходилось дополнительно конвертировать данные в нейтральный формат NuBus. Как правило, эта часть задачи сводилась к добавлению дополнительной микросхемы контроллера NuBus между шиной и любой микросхемой ввода-вывода.
Такая организация шины является нормой в наши дни, но в 1980-х это требование усложняло, удорожало NuBus-совместимые устройства и, тем самым, уменьшало степень их распространения.

## Реализации

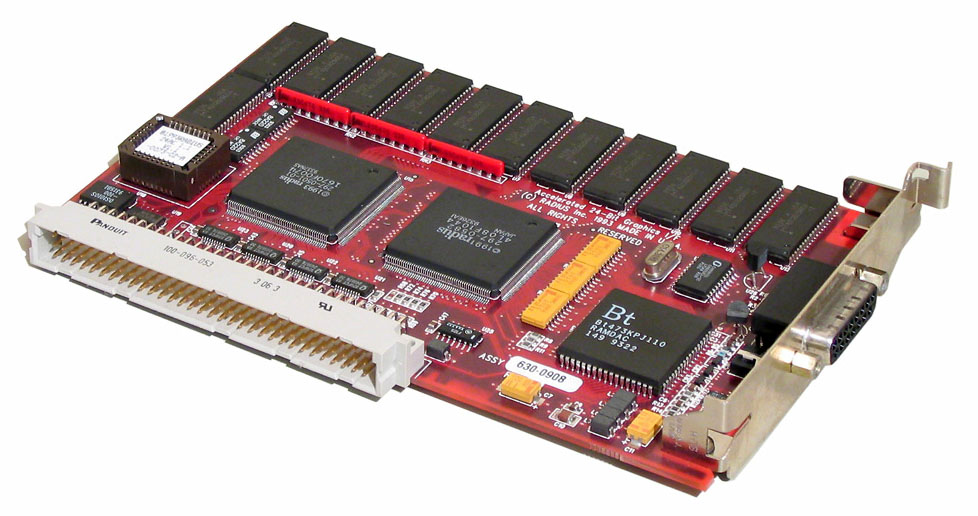
Графическая карта стандарта NuBus - Radius PrecisionColor Pro 8/24xj. Является картой «половинной длины», для которых допускался максимальный размер в 7" (18 см). Максимальная длина карт NuBus полной длины — 12" (30 см)

Шина NuBus была стандартизирована в 1987 году в качестве стандарта IEEE 1196.
Эта версия использовала DIN 41612, и работала на частоте 10 МГц. Пиковая пропускная способность шины достигала 40 МБ/с, а средняя пропускная способность составляла от 10 до 20 МБ/с. Более поздняя версия NuBus 90, увеличила тактовую частоту до 20 МГц, пиковую пропускную способность примерно до 70 МБ/с, и среднюю примерно до 30 МБ/с.
Кроме вышеупомянутого применения в разнообразных Лисп-машинах, наиболее известными случаями использования NuBus были компьютеры Apple Macintosh и NeXT.
Apple выбрала NuBus для использования в своем проекте Macintosh II, в том числе в связи с поддержкой этой шиной технологии Plug and Play, что хорошо соответствовало философии этого проекта, направленной на максимальное облегчение использования компьютера пользователями. Она была обновлена до NuBus 90 начиная с компьютеров серии Macintosh Quadra и использовалась до середины 1990ых. Ранние модели Quadra поддерживали частоту шины 20 МГц при общении плат расширений между собой, потому что на материнской плате использовался старый контроллер NuBus. Это было исправлено в более поздних моделях 660AV и 840AV. Обновлённый контроллер NuBus использовался также в первом поколении Power Macintosh — моделях 6100, 7100 и 8100. В более поздних моделях Power Mac эта шина была заменена шиной PCI.
Реализация NuBus от компании Apple использовала разъёмы DIN 41612, в отличие от большинства карт NuBus для других систем, которые использовали краевые разъемы с винтами, оснащёнными шлицом типа Phillips. Компьютеры Apple так же предоставляли в рамках шины NuBus постоянно доступный картам расширения источник питания +5 V, предназначенный для обеспечения фоновой работы устройств, такой, как слежение за входящими звонками на телефонной линии при выключенном компьютере. Эта возможность, по всей видимости, относилась к так и не утверждённому расширению стандарта NuBus.
Реализация NuBus, выбранная NeXT использовала другую последовательность контактов на платах, не совместимую с Apple.
Эта шина редко использовалась в системах кроме указанных и после перехода Apple на шину PCI в середине 1990-х, NuBus быстро ушла с рынка.